# Windei (miskraam)
Een windei is een zwangerschap waarbij het embryo zich niet (verder) ontwikkelt. Dit resulteert in een miskraam.
Een geslaagde zwangerschap bestaat eigenlijk uit twee even belangrijke delen: aan de ene kant een vruchtzak, placenta en navelstreng, aan de andere kant een embryo in de vruchtzak. Het embryo ontwikkelt zich bij een normale zwangerschap tot een baby. 
Bij een miskraam als gevolg van een windei is vaak alleen de vruchtzak aangelegd, zonder embryo. Een windei wordt ook wel ‘leeg ei’ of ‘blighted ovum’ genoemd. Simpel gezegd is het een eitje zonder embryo. Er zijn wel een placenta en een vruchtzak. De vrouw is dus wel écht zwanger, niet schijnzwanger, echter, door een verkeerde deling van de cellen is er geen embryo ontstaan. De definitieve diagnose kan pas met zekerheid gesteld worden na de miskraam of na de curettage, na onderzoek op het vruchtzakje.
Anderen vinden het woord 'windei' feitelijk onjuist: er was wel degelijk een embryo in aanleg, maar heel vroeg is er iets misgegaan. Het embryo komt dan niet tot ontwikkeling of groeit niet verder door een gestoorde aanleg. 
Een windei wordt nogal eens ten onrechte verward met een molazwangerschap waarbij een woekering van placentaweefsel plaatsvindt.